# Distcc
distcc – otwarte oprogramowanie, rozprowadzane na licencji GPL, służące do kompilacji kodu źródłowego napisanego w językach C, C++ i Objective C równolegle, na kilku komputerach pracujących w sieci. Zostało stworzone do współpracy z kompilatorem GCC, ale potrafi również współpracować z Intel C Compiler i kompilatorem C firmy Sun Microsystems. Przy odpowiedniej konfiguracji potrafi bardzo znacząco skrócić czas kompilacji.